# Vietteania infima
Vietteania infima är en fjärilsart som beskrevs av Hans Daniel Johan Wallengren 1875. Vietteania infima ingår i släktet Vietteania och familjen nattflyn. Inga underarter finns listade i Catalogue of Life.